# Тонакатекутлі
Тонакатекутлі (Tonacatecuhtli) — верховний бог в міфології багатьох народів Месоамерики. Очолює пантеон ацтекських богів. Один з так званих старих, давніх богів. Його ім'я з науатль перекладається як «Пан нашого існування» або «Пан нашого тіла». Був богом першого дня Сіпактлі (Крокодила) у священному календарі.

## Опис
Зазвичай зображується у вигляді старигана з паперовою короною на голові, одягнений в багатий одяг, найліпшими прикрасами на кшталт знаті або тлатоані.

## Міфи
Найголовніший з володарів 13 небес, знаходиться на найвищому небі. Його дружиною є Тонаксіуатль. Водночас, відповідно до деяких міфів, разом з дружиною представлявся у вигляді єдиного бога (монади) Отметеотля. Був спочатку верховним богом тольтеків, згідно міфами яких Тонакатекутлі і його дружина Тонакасіуатль створили чотирьох синів: червоного Тецкатліпока, чорного Тецкатліпока, Кетцалькоатля і Уїтцилопочтлі (останнього додали ацтеки, у тольтеків був білий Тецкатліпока), вони асоціювалися з чотирма сторонами світу: сходом, північчю, заходом і півднем відповідно. Цей міф перейняли у них ацтеки.
Він створив усю землю та воду, потім усе живе, планети. Тонакатекутлі і Тонакасіуатль мають уособлення у богах Ометекутлі та Омекіуатль. Їх також вважали сексуальною сутністю творця.

## Культ
За часи ацтеків не мав власного культу, поступившись в цього Кетцалькоатлю, Тецкатліпока, а потім Тлалок й Уїцилопочтлі.